# Gomphidia kirschii
Gomphidia kirschii – gatunek ważki z rodziny gadziogłówkowatych (Gomphidae). Występuje na Filipinach i jest tam szeroko rozpowszechniony – stwierdzono go na co najmniej 10 wyspach, w tym na Luzonie i Mindanao.